# Bund der Totensänger
Der Bund der Totensänger ist ein Medizinbund der Irokesen-Indianer.
Die Zeremonie des Bundes der Totensänger wird für jedes Mitglied durchgeführt, das von dem rastlosen Geist eines früheren Mitgliedes, eines Freundes oder eines Verwandten träumt. Während der Zeremonie werden Lieder gesungen, und die große Wassertrommel wird geschlagen. Dazu gibt es ein Festessen, um die hungrigen Geister, welche noch an die Erde gebunden sind, zu befriedigen. Der Wahrsager dieser Gruppe kann die Identität des unbekannten Geistes, welcher den Traum des Mitgliedes stört, herausfinden. Durch böse Geister hervorgerufene Krankheiten können mit dieser Zeremonie entkräftet werden. Die führende Amtsträgerin ist eine Frau.